# 3684 Беррі
3684 Беррі (3684 Berry) — астероїд головного поясу, відкритий 9 січня 1983 року.
Тіссеранів параметр щодо Юпітера — 3,575.